# Godečevo
Godečevo (en serbe cyrillique : Годечево) est un village de Serbie situé dans la municipalité de Kosjerić, district de Zlatibor. Au recensement de 2011, il comptait 518 habitants.

## Démographie

### Évolution historique de la population
| 1948  | 1953  | 1961  | 1971 | 1981 | 1991 | 2002 | 2011 |
| ----- | ----- | ----- | ---- | ---- | ---- | ---- | ---- |
| 1 090 | 1 151 | 1 070 | 916  | 806  | 720  | 599  | 518  |

|  |